# 瓦斯科·達伽馬
瓦斯科·達伽馬（1469年—1524年12月24日），維迪格拉伯爵一世，葡萄牙航海探險家，亦是人類歷史上第一位從歐洲遠航到印度之人。他的海上之行始於1498年，其路線繞過地中海沿岸及阿拉伯半島，乃當時全程最長的航程（比沿著赤道繞地球一圈的距離更長），為日後葡國對外的殖民擴張鋪平道路:176。
在達伽馬發現印度航线的一百年後，英國、荷蘭及法國等歐洲國家開始挑戰葡萄牙在非洲、印度洋及遠東海權的獨霸局面，也開始另一波歐洲國家的亞洲殖民行動。
達伽馬在1498年5月20日抵達印度的科澤科德，在印度进行香料貿易，藉由貿易提昇葡萄牙帝國的經濟實力。香料最初以黑胡椒和桂皮為主，并很快加入了欧洲人没有见过的其它種類，葡萄牙也因此成為經濟強權。
達伽馬二次率領艦隊前往印度，分別是第一次和第四次的葡萄牙印度艦隊航行，也是達伽馬的第一次及第二次航行。他因為對葡萄牙的貢獻成為葡屬印度總督之一，在1519年受封為維迪格拉伯爵。今天來看他仍然是一個優秀的探險家。葡萄牙史詩《盧濟塔尼亞人之歌》就是為歌頌達伽馬所作。而他的第一次印度之旅，則被視為第一波全球多元文化浪潮的開始。
後世史家認為，達伽馬是在航海家亨利之後唯一成功開拓葡萄牙海上貿易的探險家，不僅首先連起非洲與亞洲的航線，更因其對政治與戰爭的精明意識而使葡國取得海上貿易的領袖地位。在「影响人类历史进程的100名人排行榜」中，達伽馬名列第86名。

## 生平

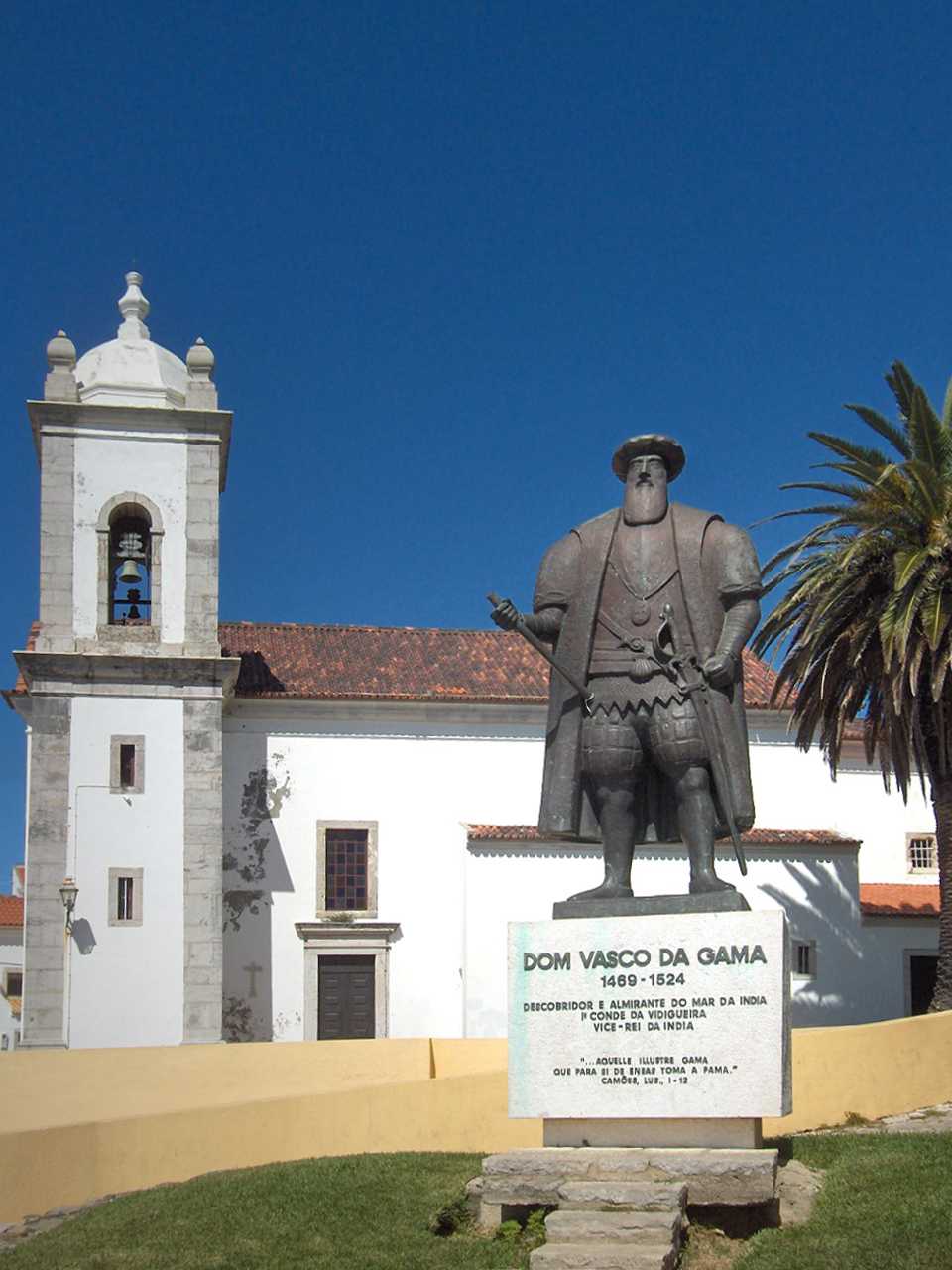
錫尼什的达伽马像

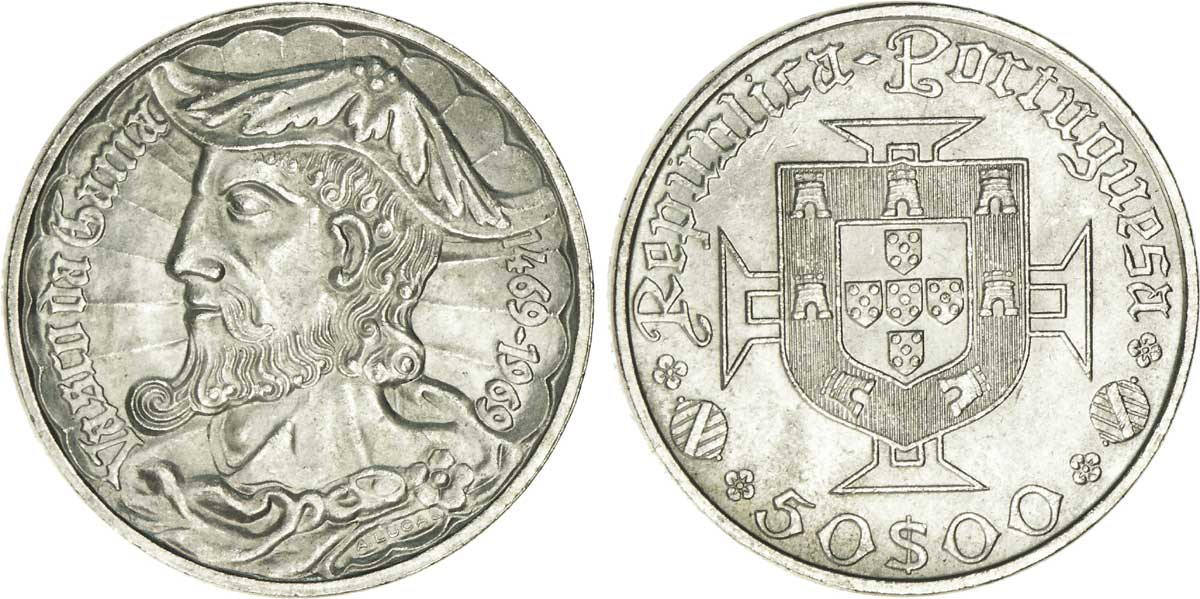
1969年葡萄牙发行的达伽马纪念硬币，纪念达伽马出生500周年

15世紀早期，航海家亨利船舶學校（the nautical school of Henry the navigator）就已經在葡萄牙教授了非洲沿海的相關地理知識。1460年代，葡萄牙航海家的目標漸漸轉為繞行非洲南端後抵達印度，並獲得印度產品的貿易機會（主要是印度香料，如黑胡椒等）。當時陸上的貿易路線花費昂貴而且非常不安全。
達伽馬出生在葡萄牙的港口城市錫尼什，他在快10歲的時候就擬定了長期航海的計劃，當時著名航海家迪亞士已經從非洲的好望角海線返回，並探索過附近的魚河。而佩罗·达·科维良曾由印度往非洲的海線上探險，留下了短程的航海紀錄。
達伽馬的父親史提芬·達伽馬曾獲得了這些航海的紀錄，並有心計劃连接這一海路，开辟前往印度的新航线，但卻在出發前逝世。於是達伽馬繼承他的遺志，開始了航海之旅。

## 第一次航行
達伽馬的第一次航行是在1497年7月8日駕駛了4艘船啟程，由葡萄牙里斯本往非洲和印度航行。這四艘船分別是貝里奧號、聖加百列號、由其兄長保羅·達伽馬領航的聖拉斐爾號和另一艘名號不詳的補給船。
1497年12月16日，達伽馬的船隊通過大鱼河，進入了在歐洲航海紀錄上仍是空白的水域（東非沿岸），於是達伽馬將接下來探索的區域稱為“纳塔尔”（Natal，當時已近耶誕節，Natal是葡萄牙語的耶誕節之意，另可譯為「新生」）。1月時，他們抵達了今日莫桑比克的所在地，在1498年，當地屬於阿拉伯的疆土，也是印度洋海上貿易網的一部分。
達伽馬在马林迪雇用了當地舵手阿拉伯人艾哈迈德·本·马吉德，1498年5月20日，遠航到了印度西南部的卡里卡特。（卡里卡特也就是今日印度西部港市「科澤科德」的舊稱）。他在當地與地方統治者Samoothri Raja（英語是Zamorin）進行從阿拉伯運來的貿易路線協談時，起了一些劇烈衝突。最後達伽馬讓步，以一封模稜兩可的海路權信件為協談條件，並拒絕留下他船上的物品做為抵押。他留下幾位葡萄牙水手在當地，做為日後貿易的聯絡人。
1499年9月，達伽馬回到了葡萄牙，由於他突破了葡萄牙在80年來一直期盼的海線拓展，使他受到獎勵並成為了一位富商，並被賜尊稱為「印度洋上的海軍上將」。

## 第二次航行

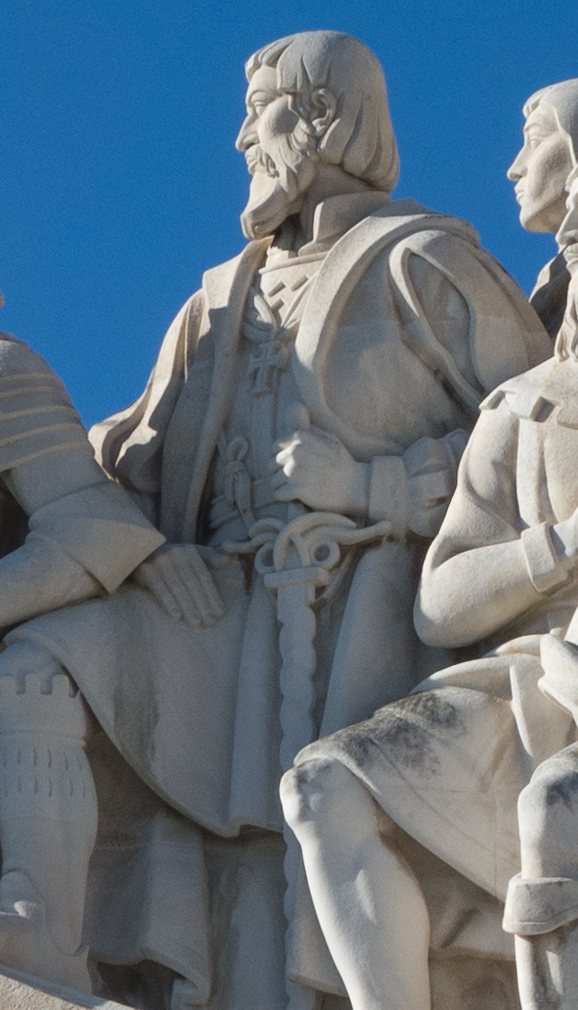
達伽馬位於里斯本發現者紀念碑的雕像

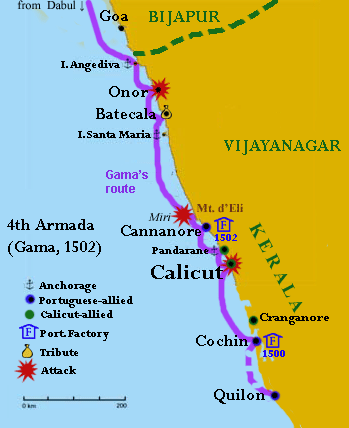
1502年達伽馬在印度馬拉巴爾海岸一帶的航行路線

1500年，国王派遣佩德罗·阿尔瓦雷斯·卡布拉尔前往印度（途中意外的發現了巴西），他發現達伽馬留在當地的葡萄牙籍聯絡人都已被謀殺，而且隨後他的船隊也遭受攻擊。
1502年2月12日，達伽馬率領20艘軍艦再度出發，準備用葡萄牙的軍事力量來鞏固這一條新開的海路，這是第四次葡萄牙印度艦隊。在東非海岸達伽馬摧毀了Kilwa港附近富有的阿拉伯部落並強迫他們獻上貢品和學習葡萄牙語。他也在阿拉伯商船中打劫，最後抵達印度卡里卡特時，他的船隊已擴編到29艘，很快的征服了該地，並掠奪了大量的貴重商品，達伽馬以商品做為和平的條件，在返回葡萄牙時，載滿了貴重的印度貨物，並買下了原先屬於皇室布拉干薩的許多土地。
達伽馬在之後的二十年過著平靜的生活，這段期間不受宮廷的歡迎，也沒有參與印度的事務。達伽馬試要獲得曼紐一世的歡欣，不過成效有限。這段期間葡萄牙皇室屬意阿方索·德·阿爾布克爾克等人參與印度事務。
在斐迪南·麥哲倫在1518年叛逃到卡斯提亚王国後，達伽馬向國王威脅說他也會作相同的事，希望國王可以讓他留在葡萄牙，避免將印度總督落到西班牙手中。國王多年忽視他的請求，後來在1519年12月29日急忙簽署一個皇家法令，封達伽馬為维第格拉伯爵，這法令也授予達伽馬及其子孫很多的特權，讓達伽馬成為第一個沒有王室血統的貴族。

## 第三次航行
曼紐一世在1521年過世，他的兒子約翰三世開始重整葡萄牙的海上霸權，瓦斯科·達伽馬成為國王重要的谋士，提供新國王意見及策略。在看到西班牙對摩鹿加群島的威脅及優先性後，達伽馬反對像曼紐一世一樣將重心放在阿拉伯，他主要關注印度的統治者杜阿爾特·德·梅內塞斯，後來梅內塞斯既無能又腐化，造成許多的不滿，約翰三世決定用達伽馬代替梅內塞斯，相信他的名聲及以往的成就可以建立他在葡屬印度的權威，可以轉變當地政府，並且有新的策略。
約翰三世在1524年任命達伽馬可以享有總督的名稱，是在1505年Francisco de Almeida後第二個有此名號的人。 達伽馬的第二個兒子Estêvão任命為印度海軍指揮官，取代梅內塞斯的兄弟。最後一個條件是約翰三世答應任命他的幾個兒子可以先後成為葡萄牙马六甲艦隊的隊長。
1524年，達伽馬在印度已有「武力至上的問題調停者」的可怕稱呼，他派遣了更多軍艦到東非和西印度，企圖替換當地的無能統治者
杜阿爾特·德·梅內塞斯，並取得他的葡萄牙領地，但達伽馬抵達印度果阿感染瘧疾，不久就過世了。他被火化後埋在印度柯枝的聖法蘭西斯教堂，1539年才被運回葡萄牙，重葬在維迪蓋拉。

## 婚姻與後代

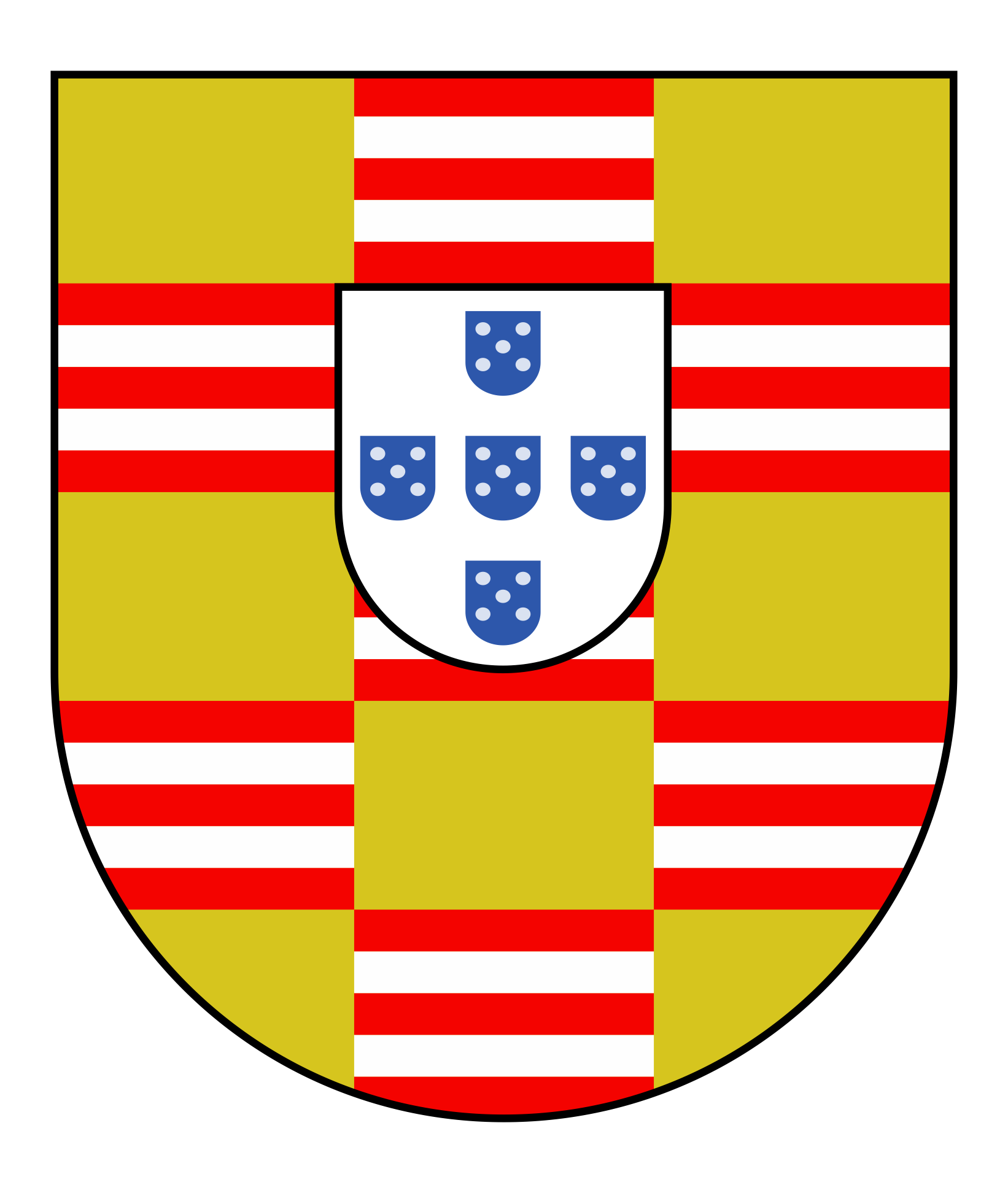
華士古達嘉馬之家徽。

達伽馬與其妻室卡塔蓮娜，共育有六個兒子以及一個女兒：
1. 法蘭斯高·達伽馬【二世爵】（葡萄牙语：Francisco da Gama, 2.º Conde da Vidigueira）：維迪格拉伯爵二世（葡萄牙语：Conde da Vidigueira），第二任「印度洋、阿拉伯海及波斯灣之海軍上將」。
2. 史提芬·達伽馬（英语：Estêvão da Gama (15th century)）：印度巡邏隊長（1524【以失敗狀態完結此役】），馬六甲總督（1534-1539【固有三年外加弟弟保羅死後餘下的兩年任期】），第11任葡屬印度總督（1540-1542【省督】）。
3. 保羅·達伽馬：葡屬馬六甲總督【都督】（1533-1534），死於馬六甲邊陲的一次海軍行動。與其伯父保羅（葡萄牙语：Paulo da Gama）同名。
4. 基斯多佛·達伽馬（葡萄牙语：Pedro da Silva da Gama）：葡屬馬六甲總督（1538-1540【接手自二哥史提芬】）；本應在馬六甲論功行賞，但在1542年的衣索比亞-阿達爾之戰（英语：Abyssinian–Adal war）中被阿瑪·依布拉欣（英语：Ahmad ibn Ibrahim al-Ghazi）處決致死。
5. 伯多祿·達施華·達伽馬：葡屬馬六甲總督（1548-1552）。
6. 艾華路·迪亞戴德·達伽馬：馬六甲艦隊上尉（1540年代），葡屬馬六甲總督（1552-1554）。
7. 伊莎貝·迪亞戴德·達伽馬：獨女，與林雅里斯伯爵一世（葡萄牙语：Conde de Linhares）之子、依納爵·迪羅郎也（Ignacio de Noronha）結為夫婦。

### 隔代子嗣
- 華士古·達伽馬【三世爵】（葡萄牙语：Vasco da Gama, 3.º Conde da Vidigueira）：維迪格拉伯爵三世（葡萄牙语：Conde da Vidigueira），貴族與軍人，乃法蘭斯高【二世爵】之子、達伽馬之孫。
- 法蘭斯高·達伽馬【四世爵】（葡萄牙语：Francisco da Gama, 4.º Conde da Vidigueira）：維迪格拉伯爵四世（葡萄牙语：Conde da Vidigueira），葡屬印度第35任總督（1597-1600【副王】）與第46任總督（1622-1628【省督】），乃華士古【三世爵】之子、達伽馬之曾孫。

## 達伽馬與鄭和
中國明代官員鄭和在下西洋時記載了非洲東岸的風土人情，其時間早於達伽馬70多年，而且其艦隊規模都遠比其他歐洲航行家（如哥倫布、麥哲倫和達伽馬）的旗艦大上數倍。根據文獻記載，鄭和出行主要目的為宣揚大明威德及尋找建文帝朱允炆；然而在印度方面，包括卡利卡特（古里）的達伽馬登陸紀念碑、新德里的博物館、科欽的海事博物館，均可看到達伽馬的照片和資料，唯獨不見鄭和下西洋的相關資訊。

## 頭銜和榮譽

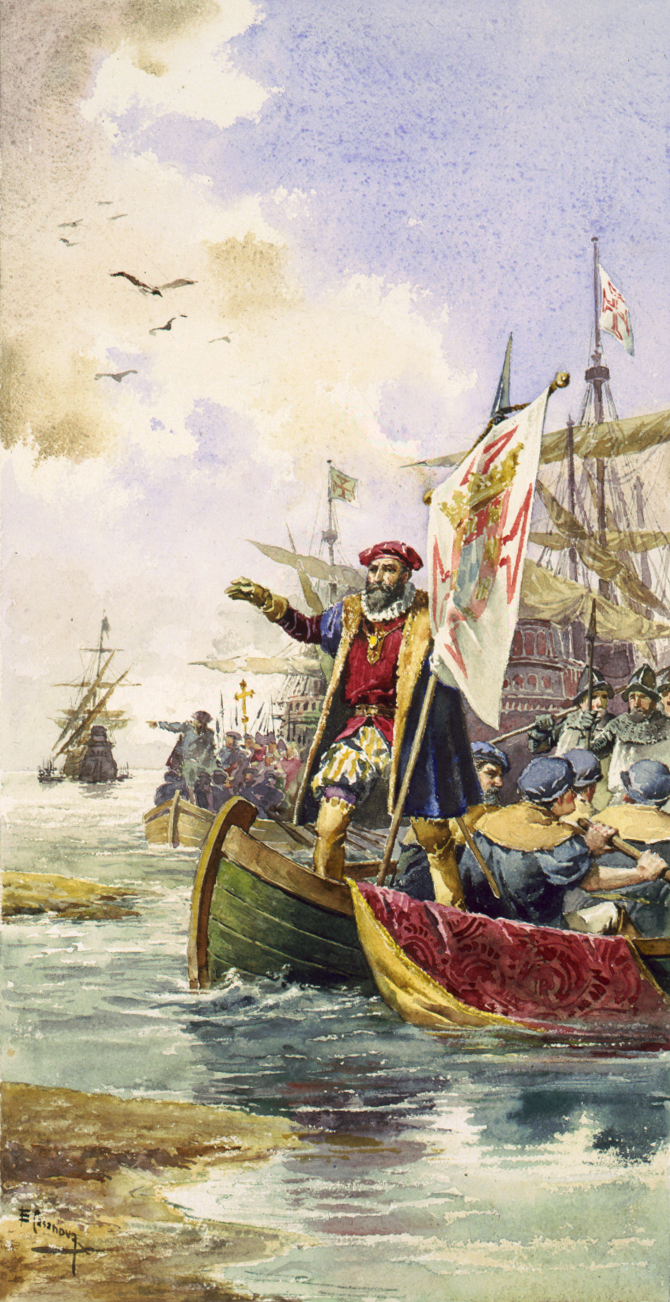
在船上指揮的達伽馬畫像，身旁立有代表葡萄牙王國的旗幟。

由於達伽馬多年為葡萄牙王室服務，因而得到許多的頭銜和榮譽：
- 1647年：首任「印度洋、阿拉伯海及波斯灣之海軍上將」（葡萄牙印度艦隊統帥及司令）。
- 1519年：維迪格拉伯爵一世（葡萄牙语：Conde da Vidigueira）（葡萄牙貴族）。
- 1524年：第六任葡屬印度總督。

## 影響
達伽馬是地理大發現時代著名的探險家之一，使葡萄牙成功的成為殖民帝國。他發現了到印度的航道，再加上政治和戰爭上的天份，讓葡萄牙在印度洋貿易有顯著的地位。在達伽馬第一次航行之後，葡萄牙發現若要維持對遠東的航路，需在非洲東岸建立固定據點。
葡萄牙的民族史詩，路易·德賈梅士的盧濟塔尼亞人之歌，其中許多以達伽馬的航海為主題。
1865年賈科莫·梅耶貝爾製作的歌劇《非洲女》（L'Africaine）中，就包括達伽馬此一角色，不過內容中有很多是虛構的。
在2007年「最偉大的葡萄牙人」票選中，達伽馬排名第十。
其它以其命名的紀念事物或地方有：
- 澳門的華士古達嘉馬花園。
- 印度果阿的達伽馬城。
- 月球上的華士古·達伽馬環形山。
- 葡萄牙的達伽馬大橋，該國跨海大橋之一，亦是20世紀末期歐洲最長的大橋[20]。
- 巴西的華斯高達伽馬划艇會，巴西甲組聯賽足球俱樂部，位於里約熱内盧

## 另見
- 香料貿易
- 達伽馬城
- 葡屬印度
- 葡萄牙印度艦隊
- 葡屬印度首長列表
- 歐洲國家在印度的殖民地

## 外部連結
- Vasco da Gama, prominentpeople.co.za
- Vasco da Gama's Round Africa to India（页面存档备份，存于）, fordham.edu
- Vasco da Gama web tutorial  with animated maps, ucalgary.ca
- Brief description of Vasco da Gama's journeys, sify.com
- Urumi Malayalam Movie[永久], expressbuzz.com
- Modern History Sourcebook（页面存档备份，存于）